# Cascada de Sangan
Cascada de Sangan (en persa: آبشار سنگان) es una caída de agua cerca del pueblo de Sangan, a una distancia de 20 km al noroeste de la ciudad capital del país asiático de Irán, Teherán y en un sector montañoso en la provincia de Teherán.
La caída de agua en el invierno, debido a la congelación, toma una forma particular y vistosa.